# Capilariasis

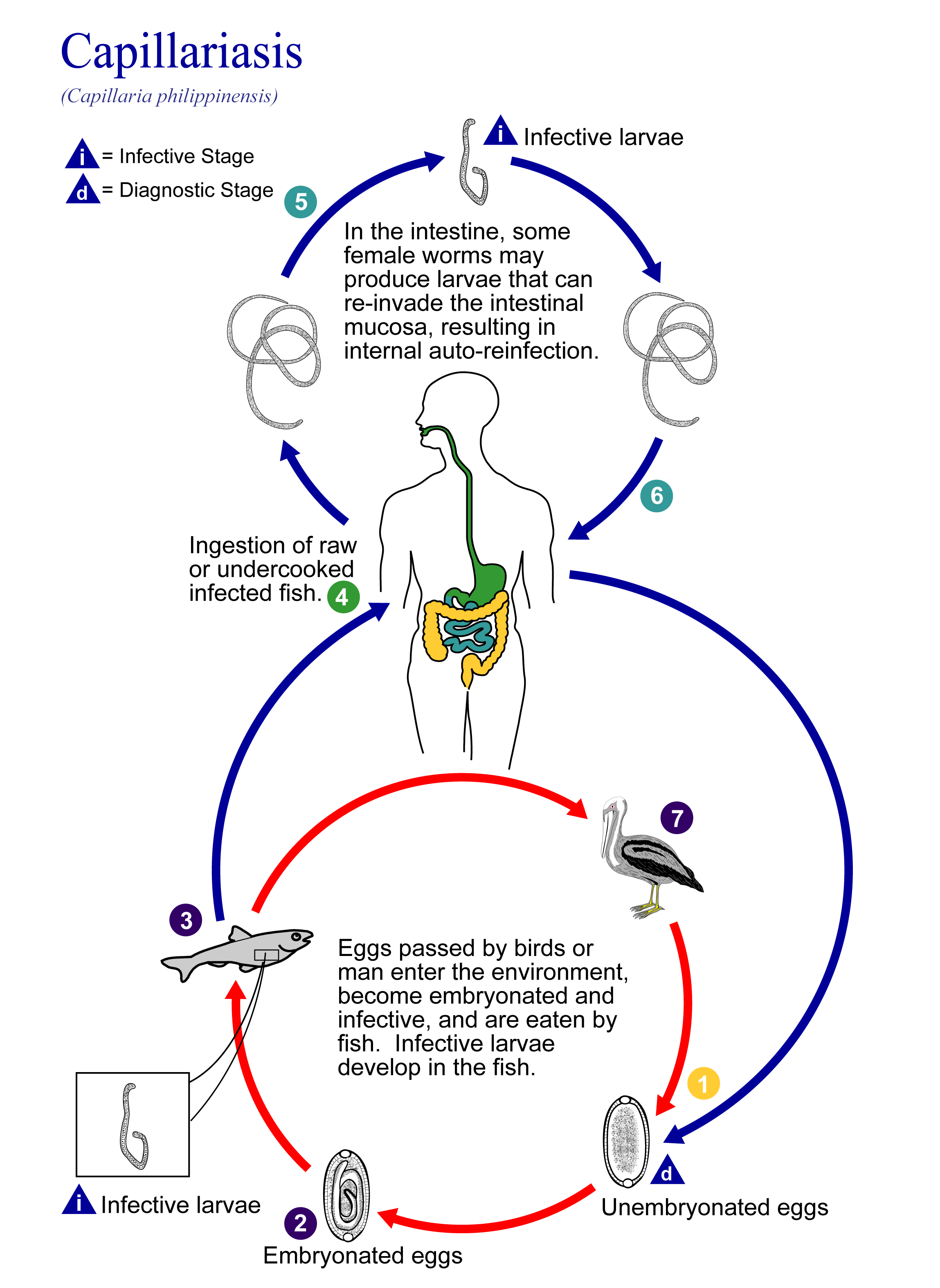
Ciclo de vida de Capillaria philippinensis.

Ciclo de vida de Capillaria hepática.

La  capilariasis  es  una enfermedad infecciosa producida por nematodos parásitos del género Capillaria. En humanos se han descrito dos procesos diferentes, la capilariasis intestinal que está provocada por Capillaria philippinensis y se presenta sobre todo en países de Asia, y la capilariasis hepática, muy rara, originada por la especie Capillaria hepática. En animales de ha descrito la capilariasis pulmonar por Capillaria aerophila que afecta sobre todo a perros y zorros y  la infección por Capillaria plica (gusano de la vejiga del perro).

## Capilariosis intestinal
La infección en humanos se produce al comer pescado crudo o poco cocido infectado por Capillaria philippinensis. Las primeras descripciones se realizaron en Filipinas en el año 1963, tras producirse un brote epidémico que afectó a mil personas y provocó más de cien fallecimientos.